# Cerreto d'Asti
Cerreto d'Asti é uma comuna italiana da região do Piemonte, província de Asti, com cerca de 241 habitantes. Estende-se por uma área de 3 km², tendo uma densidade populacional de 80 hab/km². Faz fronteira com Capriglio, Passerano Marmorito, Piovà Massaia.

## Demografia
| Variação demográfica do município entre 1861 e 2011                               |
|                                                                                   |
| Fonte: Istituto Nazionale di Statistica (ISTAT) - Elaboração gráfica da Wikipedia |